# Diamond (álbum de 12012)
Diamond —en español: «Diamante»— es el quinto álbum de estudio de la banda japonesa 12012, y su debut como banda major tras firmar con Universal Music Japan.[cita requerida] Fue lanzado el 12 de diciembre de 2007 (el 12/12 como el nombre del grupo), en dos versiones: Una edición limitada, que venía con 12 pistas y un DVD adicional que contenía el video promocional de la canción que le da nombre al álbum: «Diamond» y un making of. Y una edición regular que incluía como pista adicional la canción «Dream Arch» (ボーナストラック?).
Alcanzó el número # 70 en el ranking del Oricon Style Albums Weekly Chart.

## Lista de canciones
| Edición Regular (CD) |                        |          |  |
| N.º                  | Título                 | Duración |  |
| 1.                   | «Mr.Liar»              | 3:34     |  |
| 2.                   | «The Moon»             | 4:33     |  |
| 3.                   | «Screen Out»           | 3:25     |  |
| 4.                   | «Last Time»            | 4:41     |  |
| 5.                   | «Shine»                | 3:37     |  |
| 6.                   | «Empire of the Lagoon» | 3:49     |  |
| 7.                   | «24 Hours»             | 3:54     |  |
| 8.                   | «Dispute»              | 3:35     |  |
| 9.                   | «Cyclone»              | 4:34     |  |
| 10.                  | «Once Again»           | 6:18     |  |
| 11.                  | «Secret Festival»      | 4:23     |  |
| 12.                  | «Diamond»              | 4:06     |  |
| 13.                  | «Dream Arch»           | 2:55     |  |
| 53:14                |                        |          |  |

| Edición Limitada (CD) |                        |          |  |
| N.º                   | Título                 | Duración |  |
| 1.                    | «Mr.Liar»              | 3:34     |  |
| 2.                    | «The Moon»             | 4:33     |  |
| 3.                    | «Screen Out»           | 3:25     |  |
| 4.                    | «Last Time»            | 4:41     |  |
| 5.                    | «Shine»                | 3:37     |  |
| 6.                    | «Empire of the Lagoon» | 3:49     |  |
| 7.                    | «24 Hours»             | 3:54     |  |
| 8.                    | «Dispute»              | 3:35     |  |
| 9.                    | «Cyclone»              | 4:34     |  |
| 10.                   | «Once Again»           | 6:18     |  |
| 11.                   | «Secret Festival»      | 4:23     |  |
| 12.                   | «Diamond»              | 4:06     |  |
| 50:20                 |                        |          |  |

| Edición Limitada (DVD) |                                          |          |  |
| N.º                    | Título                                   | Duración |  |
| 1.                     | «「ダイヤモンド」Music Clip+Documentary» |          |  |